# Sinuatophorus maximus
Sinuatophorus maximus är en stekelart som beskrevs av Van Achterberg 2000. Sinuatophorus maximus ingår i släktet Sinuatophorus och familjen bracksteklar. Inga underarter finns listade i Catalogue of Life.